# Deutsche Fußballmeisterschaft der A-Junioren 1996/97
Die deutsche Fußballmeisterschaft der A-Junioren 1997 war die 29. Auflage dieses Wettbewerbes. Borussia Dortmund errang durch einen 2:1-Sieg in Augsburg gegen den TSV 1860 München ihre vierte Meisterschaft in Folge.

## Teilnehmende Mannschaften
An der A-Jugendmeisterschaft nahmen die sechs Meister der Regionalligen sowie die Vize aus dem Süden und Westen teil.
| Regionalliga Nord       | Regionalliga West                                                    | Regionalliga Südwest            | Regionalliga Süd                                         | Regionalliga Nordost                                                     |
| - Meister: Hamburger SV | - Meister: Borussia Dortmund - Vizemeister: Borussia Mönchengladbach | - Meister: 1. FC Kaiserslautern | - Meister: VfB Stuttgart - Vizemeister: TSV 1860 München | - Staffel Nord: Reinickendorfer Füchse - Staffel Süd: FC Carl Zeiss Jena |

## Viertelfinale
Hinspiele: So 15.06. Rückspiele: So 22.06.
|                          | Gesamt |                        | Hinspiel | Rückspiel |
| ------------------------ | ------ | ---------------------- | -------- | --------- |
| Borussia Dortmund        | 8:1    | Reinickendorfer Füchse | 4:1      | 4:0       |
| Borussia Mönchengladbach | 3:8    | VfB Stuttgart          | 3:2      | 0:6       |
| 1. FC Kaiserslautern     | 3:4    | TSV 1860 München       | 3:2      | 0:2       |
| FC Carl Zeiss Jena       | 2:3    | Hamburger SV           | 0:1      | 2:2       |

## Halbfinale
Hinspiele: Mi 25.06. Rückspiele: So 29.06.
|                   | Gesamt |               | Hinspiel | Rückspiel |
| ----------------- | ------ | ------------- | -------- | --------- |
| Borussia Dortmund | 4:2    | VfB Stuttgart | 1:0      | 3:2       |
| TSV 1860 München  | 7:2    | Hamburger SV  | 4:2      | 3:0       |

## Finale
| TSV 1860 München                                                | TSV 1860 München | Borussia Dortmund | Borussia Dortmund |
| --------------------------------------------------------------- | --- | --- | ----------------- |
| TSV 1860 München                                                | \| Sonntag, 6. Juli 1997 um 11:00 Uhr in Augsburg (Rosenaustadion) \| \| Ergebnis: 1:2 (0:1) \| \| Zuschauer: 5.800 \| \| Schiedsrichter: Bernd Heynemann (Magdeburg) \|                                                                                            | \| Sonntag, 6. Juli 1997 um 11:00 Uhr in Augsburg (Rosenaustadion) \| \| Ergebnis: 1:2 (0:1) \| \| Zuschauer: 5.800 \| \| Schiedsrichter: Bernd Heynemann (Magdeburg) \|                                                                                                   | Borussia Dortmund |
| TSV 1860 München                                                | Manuel Baum – Jan Kerler – Stefan Mittelbach (59. Stefan Binder), Alexander Bartl – Samuel Bachmaier, Christian Holzer, Morhard, Michael Öller , Markus Zahn (59. Necat Aygün) – Admir Hasanovic (8. Michael Miedl), Jürgen Kirschenbauer Cheftrainer: Peter Gebele | Alexander Kuschmann – Amos Sasy – Benjamin Knoche, Niko Savvidis – Klaus Voike, Kurtulus Öztürk, Shlomi Dahan (70. Sedat Akcay), Benjones Ballout, Tobias Schäper (77. Michael Rothholz) – Thomas Piorunek (88. Sascha Lindner), Francis Bugri Cheftrainer: Michael Skibbe | Borussia Dortmund |
| TSV 1860 München                                                | 1:1 Michael Öller (67., Handelfmeter) | 0:1 Francis Bugri (21.) 1:2 Sedat Akcay (87.) | Borussia Dortmund |
| TSV 1860 München                                                | Bachmaier, Miedl, Kirschenbauer | Öztürk, Piorunek, Bugri | Borussia Dortmund |
| TSV 1860 München                                                | Savvidis (78.) | | Borussia Dortmund |
| Sonntag, 6. Juli 1997 um 11:00 Uhr in Augsburg (Rosenaustadion) | | |                   |
| Ergebnis: 1:2 (0:1)                                             | | |                   |
| Zuschauer: 5.800                                                | | |                   |
| Schiedsrichter: Bernd Heynemann (Magdeburg)                     | | |                   |